# Campeonato Sergipano de Futebol de 2023 - Série A2
O Campeonato Sergipano de 2023 - Série A2 foi a 43ª edição desta competição futebolística organizada pela Federação Sergipana de Futebol (FSF). Os finalistas garantiram acesso à primeira divisão.
O Carmópolis e Olímpico foram as equipes que conquistaram o acesso nessa edição. Nas semifinais, em jogos de ida e volta, o Carmópolis venceu o América de Pedrinhas pelos placares 3–0 e 3–1; enquanto o Olímpico venceu o Canindé pelos placares 3–2 e 2–0. Isso marcou a volta do Dragão da Zona Sul à primeira divisão estadual, pois a última participação havia sido em 2019; o Carmópolis no entanto, nunca havia participado de nenhuma competição profissional anterior.
O Carmópolis conquistou o título inédito da competição. No primeiro jogo, o atleta Igor, do Carmópolis, ao completar um cruzamento preciso, abriu o placar aos sete minutos do primeiro tempo. Aos 33 minutos, Otávio, do Olímpico, empatou com um chutaço de fora da área. Aos 17 minutos do segundo tempo, Tiquinho, virou o placar para o Olímpico. No segundo jogo, aos 8 minutos do primeiro tempo, o atleta Keyllo, do Carmópolis, marcou o único gol do tempo normal em uma cobrança de escanteio. Posteriormente, o Carmópolis sagrou-se o campeão da competição na disputa por pênaltis, pelo placar de 5–3.

## Formato e participantes
A competição foi dividida em quatro fases: na primeira, as equipes foram divididas em 4 grupos regionalizados, em turno e returno; com os 2 melhores colocados classificando-se à segunda fase. Na segunda fase, os classificados se enfrentaram em partidas de ida e volta; em caso de empate, a partida seria decidida na disputa por pênaltis. As equipes classificaram-se à semifinais, onde disputaram pelo acesso à primeira divisão estadual de 2024; com o vencedor no agregado classificando-se à final, onde quem vencesse seria declarado o campeão da competição.
Os 19 participantes foram:
| Equipe          | Cidade                   |
| --------------- | ------------------------ |
| Amadense        | Tobias Barreto           |
| América         | Pedrinhas                |
| Barra-SE        | Barra dos Coqueiros      |
| Boquinhense     | Boquim                   |
| Canindé         | Canindé de São Francisco |
| Carmópolis      | Carmópolis               |
| Coritiba-SE     | Itabaiana                |
| Flamengo-SE     | Japaratuba               |
| Força Jovem     | Aquidabã                 |
| Guarany-SE      | Porto da Folha           |
| Independente-SE | Simão Dias               |
| Maruinense      | Maruim                   |
| Olímpico        | Itabaianinha             |
| Propriá         | Propriá                  |
| Riachão         | Riachão do Dantas        |
| Rosário Central | Rosário do Catete        |
| Santa Cruz      | Riachuelo                |
| Socorrense      | Nossa Senhora do Socorro |
| Sport-SE        | Nossa Senhora do Socorro |

## Resultados

### Primeira fase

#### Grupo A
| Pos | Equipe      | Pts | J | V | E | D | GP | GC | SG  | Classificado |     | MAR | BAR | SSC | Flamengo-SE | SOC |
| --- | ----------- | --- | - | - | - | - | -- | -- | --- | ------------ | --- | --- | --- | --- | ----------- | --- |
| 1   | Maruinense  | 15  | 8 | 5 | 0 | 3 | 17 | 10 | +7  | Próxima fase |     | —   | 2–4 | 5–1 | 2–1         | 3–0 |
| 2   | Barra-SE    | 12  | 8 | 3 | 3 | 2 | 11 | 7  | +4  | Próxima fase |     | 2–1 | —   | 0–0 | 1–2         | 0–1 |
| 3   | Sport-SE    | 12  | 8 | 3 | 3 | 2 | 12 | 10 | +2  |              |     | 2–0 | 0–0 | —   | 1–1         | 3–0 |
| 4   | Flamengo-SE | 10  | 8 | 4 | 2 | 2 | 15 | 7  | +8  |              | 0–1 | 0–0 | 3–1 | —   | 3–0         |     |
| 5   | Socorrense  | 3   | 8 | 1 | 0 | 7 | 2  | 23 | −21 | Desistiu     |     | 0–3 | 0–3 | 0–3 | 1–5         | —   |

1. ↑  Flamengo foi punido com a perda de 4 pontos por exceder o número de atletas com idade acima de 23 anos.[19]
2. ↑  Socorrense desistiu da competição na 4ª rodada; com isso, todos seus jogos restantes foram dados como W/O (3–0) para a equipe adversária.[20]

#### Grupo B
| Pos | Equipe                  | Pts | J | V | E | D | GP | GC | SG  | Classificado |     | GUA | CAR | PRO | SCR | ROS |
| --- | ----------------------- | --- | - | - | - | - | -- | -- | --- | ------------ | --- | --- | --- | --- | --- | --- |
| 1   | Guarany-SE              | 20  | 8 | 6 | 2 | 0 | 15 | 6  | +9  | Próxima fase |     | —   | 1–1 | 3–2 | 2–0 | 3–0 |
| 2   | Carmópolis              | 18  | 8 | 5 | 3 | 0 | 19 | 7  | +12 | Próxima fase |     | 1–1 | —   | 3–1 | 3–0 | 3–1 |
| 3   | Propriá                 | 13  | 8 | 4 | 1 | 3 | 15 | 13 | +2  |              |     | 0–1 | 0–0 | —   | 1–0 | 3–2 |
| 4   | Santa Cruz de Riachuelo | 6   | 8 | 2 | 0 | 6 | 12 | 17 | −5  |              | 2–3 | 2–3 | 3–4 | —   | 3–0 |     |
| 5   | Rosário Central         | 0   | 8 | 0 | 0 | 8 | 6  | 24 | −18 |              | 0–1 | 1–5 | 1–4 | 1–2 | —   |     |

#### Grupo C
| Pos | Equipe               | Pts | J | V | E | D | GP | GC | SG  | Classificado |     | OLI | AME | BOQ | IND | RIA |
| --- | -------------------- | --- | - | - | - | - | -- | -- | --- | ------------ | --- | --- | --- | --- | --- | --- |
| 1   | Olímpico             | 20  | 8 | 6 | 2 | 0 | 18 | 1  | +17 | Próxima fase |     | —   | 3–0 | 0–0 | 3–0 | 5–1 |
| 2   | América de Pedrinhas | 11  | 8 | 2 | 5 | 1 | 12 | 11 | +1  | Próxima fase |     | 0–0 | —   | 1–1 | 2–2 | 3–0 |
| 3   | Boquinhense          | 10  | 8 | 2 | 4 | 2 | 7  | 6  | +1  |              |     | 0–2 | 0–1 | —   | 1–1 | 1–0 |
| 4   | Independente-SE      | 10  | 8 | 2 | 4 | 2 | 13 | 14 | −1  |              | 0–2 | 3–3 | 1–1 | —   | 3–1 |     |
| 5   | Riachão              | 1   | 8 | 0 | 1 | 7 | 5  | 23 | −18 |              | 0–3 | 2–2 | 0–3 | 1–3 | —   |     |

#### Grupo D
| Pos | Equipe               | Pts | J | V | E | D | GP | GC | SG  | Classificado |     | AMA | CAN | CTB | FJO |
| --- | -------------------- | --- | - | - | - | - | -- | -- | --- | ------------ | --- | --- | --- | --- | --- |
| 1   | Amadense             | 12  | 6 | 4 | 0 | 2 | 8  | 2  | +6  | Próxima fase |     | —   | 1–0 | 0–1 | 3–0 |
| 2   | Canindé              | 10  | 6 | 3 | 1 | 2 | 8  | 5  | +3  | Próxima fase |     | 1–0 | —   | 1–2 | 2–1 |
| 3   | Coritiba-SE          | 10  | 6 | 3 | 1 | 2 | 7  | 6  | +1  |              |     | 0–1 | 0–3 | —   | 1–1 |
| 4   | Força Jovem Aquidabã | 2   | 6 | 0 | 2 | 4 | 3  | 13 | −10 |              | 0–3 | 1–1 | 0–3 | —   |     |

### Segunda fase
Em itálico, as equipes que possuiram o mando de campo no primeiro jogo; em negrito as equipes classificadas.
| Equipe 1             | Total | Equipe 2   | 1.º jogo | 2.º jogo |
| -------------------- | ----- | ---------- | -------- | -------- |
| Carmópolis           | 2–1   | Guarany-SE | 0–0      | 2–1      |
| América de Pedrinhas | 3–0   | Maruinense | 1–0      | 2–0      |
| Barra-SE             | 0–4   | Olímpico   | 0–3      | 0–1      |
| Canindé              | 5–2   | Amadense   | 3–1      | 2–1      |

| Fonte: FSF |

### Fases finais
Em itálico, as equipes que possuiram o mando de campo no primeiro jogo; em negrito as equipes vencedoras.
| Aumento | Equipes promovidas à Série A de 2024 |

|  | Semifinais           | Semifinais | Semifinais | Semifinais |       |                   | Final | Final | Final | Final |
|  |                      |            |            |            |       |                   |       |       |       |       |
|  | Olímpico             | 3          | 2          | 5          |       |                   |       |       |       |       |
|  | Canindé              | 2          | 0          | 2          |       |                   |       |       |       |       |
|  | Canindé              | 2          | 0          | 2          |       | Carmópolis (pen.) | 1     | 1     | 2 (5) |       |
|  |                      |            |            |            |       | Carmópolis (pen.) | 1     | 1     | 2 (5) |       |
|  |                      | Olímpico   | 2          | 0          | 2 (3) |                   |       |       |       |       |
|  | América de Pedrinhas | Olímpico   | 2          | 0          | 2 (3) | 0                 | 1     | 1     |       |       |
|  | América de Pedrinhas |            |            |            |       | 0                 | 1     | 1     |       |       |
|  | Carmópolis           | 3          | 3          | 6          |       |                   |       |       |       |       |

| Fonte: FSF |

## Premiação
| Campeonato Sergipano de 2023 - Série A2 |
| --------------------------------------- |
| Carmópolis Campeão (1.º título)         |